# Parlamentní volby ve Slovinsku 2014
Parlamentní volby ve Slovinsku v roce 2014 se konaly 13. července. Zvoleno bylo všech 90 poslanců ve Státním shromáždění. Předčasné volby, necelé tři roky po předchozích, byly vyhlášeny po květnové rezignaci vlády Alenky Bratuškové. Zúčastnilo se jich sedmnáct stran, včetně sedmi nových stran, z nichž se některé vytvořily jen pár měsíců před konáním voleb. Strana Mira Cerara (SMC), nová strana vedená právníkem a profesorem Mirem Cerarem, zvítězila ve volbách s více než 34% hlasů a získala tak 36 křesel. Ještě dalších sedm politických stran získalo místa v Národním shromáždění. Shromáždění opustily tři politické strany, včetně Pozitivního Slovinska Zorana Jankoviće, vítěze voleb v roce 2011. Levicová koalice Jednotná levice se dostala do shromáždění poprvé a získala tak šest křesel.

## Výsledky voleb
Volby vyhrála SMC, která získala 34,61% a 36 mandátů. Na druhém místě skončila SDS, jež získala 20,69% a 21 mandátů. Následovaly DeSUS s 10,21% a 10 mandáty, poté SD s 5,98% a 6 mandáty, ZL s 5,97% a 6 mandáty, NSi s 5,59% a 5 mandáty a nakonec ZaAB s 4,38% a 4 mandáty. Do Státního shromáždění se tedy dostalo 7 politických subjektů.
| Politický subjekt                          | Počet hlasů | Procenta | Mandáty |
| ------------------------------------------ | ----------- | -------- | ------- |
| Stranka modernega centra                   | 298 342     | 34,61%   | 36      |
| Slovenska demokratska stranka              | 178 294     | 20,69%   | 21      |
| Demokratična stranka upokojencev Slovenije | 88 026      | 10,21%   | 10      |
| Socialni demokrati                         | 52 249      | 5,98%    | 6       |
| Združena levica                            | 52 189      | 5,97%    | 6       |
| Nova Slovenija - Krščanska ljudska stranka | 48 846      | 5,59%    | 5       |
| Zavezništvo Alenke Bratušek                | 38 293      | 4,38%    | 4       |